# Jasmin Open 2022
Jasmin Open Monastir 2022 là một giải quần vợt nữ chuyên nghiệp thi đấu trên mặt sân cứng ngoài trời. Giải đấu diễn ra tại Skanes Family Hotel ở Monastir, Tunisia, từ ngày 3 đến ngày 9 tháng 10 năm 2022. Giải đấu là một phần của WTA 250 trong WTA Tour 2022.
Đây là một trong sáu giải đấu cấp độ WTA 250 được tổ chức vào tháng 9 và tháng 10 năm 2022 do các giải quần vợt ở Trung Quốc trong năm 2022 bị hủy vì đại dịch COVID-19, cũng như do lo ngại về an ninh và sức khỏe của cựu vận động viên quần vợt WTA Peng Shuai sau cáo buộc cô bị lạm dụng tình dục bởi Trương Cao Lệ, một thành viên cấp cao của Đảng Cộng sản Trung Quốc.

## Nội dung đơn

### Hạt giống
| Quốc gia | Tay vợt              | Xếp hạng1 | Hạt giống |
| -------- | -------------------- | --------- | --------- |
| TUN      | Ons Jabeur           | 2         | 1         |
|          | Veronika Kudermetova | 13        | 2         |
| FRA      | Alizé Cornet         | 37        | 3         |
| CRO      | Petra Martić         | 43        | 4         |
| BEL      | Elise Mertens        | 44        | 5         |
|          | Anastasia Potapova   | 48        | 6         |
| CZE      | Kateřina Siniaková   | 49        | 7         |
| POL      | Magda Linette        | 55        | 8         |

- Bảng xếp hạng vào ngày 26 tháng 9 năm 2022.

### Vận động viên khác
Đặc cách:
- Mirra Andreeva
- Alizé Cornet
- Yasmine Mansouri

Bảo toàn thứ hạng:
- Evgeniya Rodina

Vượt qua vòng loại:
- Marina Bassols Ribera
- Linda Fruhvirtová
- Ana Konjuh
- Despina Papamichail
- Lucrezia Stefanini
- Moyuka Uchijima

Thua cuộc may mắn:
- Harmony Tan

### Rút lui
Trước giải đấu
- Sorana Cîrstea → thay thế bởi  Kamilla Rakhimova
- Kaja Juvan → thay thế bởi  Harmony Tan
- Jasmine Paolini → thay thế bởi  Elena-Gabriela Ruse
- Clara Tauson → thay thế bởi  Harriet Dart
- Martina Trevisan → thay thế bởi  Laura Pigossi
- Alison Van Uytvanck → thay thế bởi  Kateřina Siniaková

### Bỏ cuộc
- Chloé Paquet
- Lucrezia Stefanini

## Nội dung đôi

### Hạt giống
| Quốc gia | Tay vợt             | Quốc gia | Tay vợt             | Xếp hạng† | Hạt giống |
| -------- | ------------------- | -------- | ------------------- | --------- | --------- |
| FRA      | Kristina Mladenovic | CZE      | Kateřina Siniaková  | 20        | 1         |
| JPN      | Miyu Kato           | USA      | Angela Kulikov      | 125       | 2         |
| USA      | Kaitlyn Christian   |          | Lidziya Marozava    | 129       | 3         |
| SVK      | Viktória Kužmová    | ROU      | Elena-Gabriela Ruse | 190       | 4         |

- 1 Bảng xếp hạng vào ngày 26 tháng 9 năm 2022.

### Vận động viên khác
Đặc cách:
- Inès Ibbou /  Yasmine Mansouri

### Rút lui
Trước giải đấu
- Kaitlyn Christian /  Han Xinyun → thay thế bởi  Kaitlyn Christian /  Lidziya Marozava
- Oksana Kalashnikova /  Katarzyna Piter → thay thế bởi  Emily Appleton /  Quinn Gleason
- Lidziya Marozava /  Yana Sizikova → thay thế bởi  Isabelle Haverlag /  Prarthana Thombare

Trong giải đấu
- Viktória Kužmová /  Elena-Gabriela Ruse
- Despina Papamichail /  Lucrezia Stefanini
- Laura Pigossi /  Moyuka Uchijima

## Nhà vô địch

### Đơn
- Elise Mertens đánh bại  Alizé Cornet, 6–2, 6–0

### Đôi
- Kristina Mladenovic /  Kateřina Siniaková đánh bại  Miyu Kato /  Angela Kulikov, 6–2, 6–0